# Gemeinwohlprämie
Die Gemeinwohlprämie (GWP) ist ein Modell für die Ausgestaltung der Agrarförderung im Rahmen der Gemeinsamen Europäischen Agrarpolitik (GAP) und wurde vom Deutschen Verband für Landschaftspflege (DVL) e.V., dem Dachverband der deutschen Landschaftspflegeorganisationen, entwickelt.
Mit einem Punktesystem werden Maßnahmen eines landwirtschaftlichen Betriebes zur Flächenbewirtschaftung gemäß ihren gesellschaftlichen Leistungen, sogenannten Gemeinwohlleistungen, bewertet und entgolten. Die Maßnahmen wirken sich positiv auf die Bereiche Biodiversitätsschutz, Klimaschutz und Gewässerschutz aus. Das Konzept beruht auf dem Grundsatz, dass Landwirte unternehmerisch handeln und sie freiwillig, neben landwirtschaftlichen Produkten, Gemeinwohlleistungen einkommensrelevant anbieten können. Die Gemeinwohlprämie unterscheidet sich deshalb grundlegend von bisherigen Fördersystemen in der GAP.

## Inhalt
Die Gemeinwohlprämie beinhaltet einen Katalog von 19 Maßnahmen aus den Bereichen Biodiversitäts-, Klima- und Wasserschutz. Dieser Maßnahmenkatalog umfasst die Kategorien Ackerland, Grünland, Sonderkulturen und Hoftorbilanzen, aus denen Betriebe die für sie passenden Maßnahmenkombinationen auswählen können.
Die einzelnen Maßnahmen der Gemeinwohlprämie werden gemäß ihrer Wertigkeit für den Biodiversitäts-, Klima- und Wasserschutz unterschiedlich hoch bepunktet. Die gesamtbetrieblich erbrachten Leistungen werden honoriert, indem die erzielten Punkte aufsummiert und vergütet werden. Zusätzlich fördert ein integriertes Bonussystem die Nutzungsvielfalt in der Agrarlandschaft. Alle Maßnahmen der Gemeinwohlprämie sind mit dem bestehenden Verwaltungssystem, dem Integrierten Verwaltungs- und Kontrollsystem (InVeKoS), verwaltbar.
Im März 2021 bewertete die Europäische Kommission die Gemeinwohlprämie positiv und als wertvoll für die europäische Ebene. Sie sei „ausgereift genug […], um als Konzept für die Ausgestaltung der Öko-Regelungen gemäß Artikel 28 des Vorschlags für eine Verordnung über die Strategiepläne in die neue grüne Architektur der GAP Eingang zu finden.“
Die Ergebnisse einer Erprobung an Landwirtschaftsbetrieben (n=32) in Schleswig-Holstein im Jahr 2016 zeigten, dass das Bewertungsverfahren im Hinblick auf die Datenverfügbarkeit sowie den Zeitaufwand für die Datenerhebung praktikabel ist. Die Betriebsbewertungen lieferten zudem diskrete und durchgehend plausible Resultate. Analysen zu möglichen Auswirkungen auf die Flächenzahlungen der Projektbetriebe ergaben, dass das Konzept der Gemeinwohlprämie eine unmittelbare Umsetzung des Prinzips „öffentliches Geld für öffentliche Leistungen“ beinhaltet. Nach den Ergebnissen von Modellrechnungen werden die beabsichtigten Allokationen und Anreizwirkungen im Vergleich zu den aktuellen Betriebszahlungen umso mehr erreicht, je höher die einzelbetrieblich erzielten Punkte honoriert werden.

## Entstehung
Die Gemeinwohlprämie wurde vom DVL 2011 entwickelt und kontinuierlich an die Rahmenbedingungen der Agrarförderung angepasst. Die Grundzüge der Methode beruhen auf einem Bewertungsverfahren mit gewichteten Punkten. Dieses Verfahren wurde ursprünglich für die betriebliche Biodiversitätsberatung und -zertifizierung in Schleswig-Holstein mit 80 repräsentativen Praxisbetrieben entwickelt. Die Punktbewertungen wurden durch Freilanderfassungen des Feldvogel-Indikators sowie des High Nature Value (HNV)-Farmland-Indikators validiert. Im Jahr 2015 wurde die Bewertungsmethode um die Bereiche Klima- und Wasserschutzleistungen ergänzt und im Anschluss im Jahr 2016 nochmals durch Erhebungen auf Praxisbetrieben geprüft.
Die Vorarbeiten aus Schleswig-Holstein bildeten die Grundlage für ein Forschungs- und Entwicklungsprojekt (F&E) des Bundes, in welchem das Konzept der Gemeinwohlprämie zusammen mit 93 weiteren landwirtschaftlichen Betrieben und 16 Landschaftspflegeverbänden in Baden-Württemberg, Brandenburg und Sachsen für eine bundesweite Anwendbarkeit weiterentwickelt wurde. Die Gemeinwohlprämie ist in Deutschland als Alternative zum bestehenden Fördersystem von Bund und Ländern geprüft.